# Phlegyas

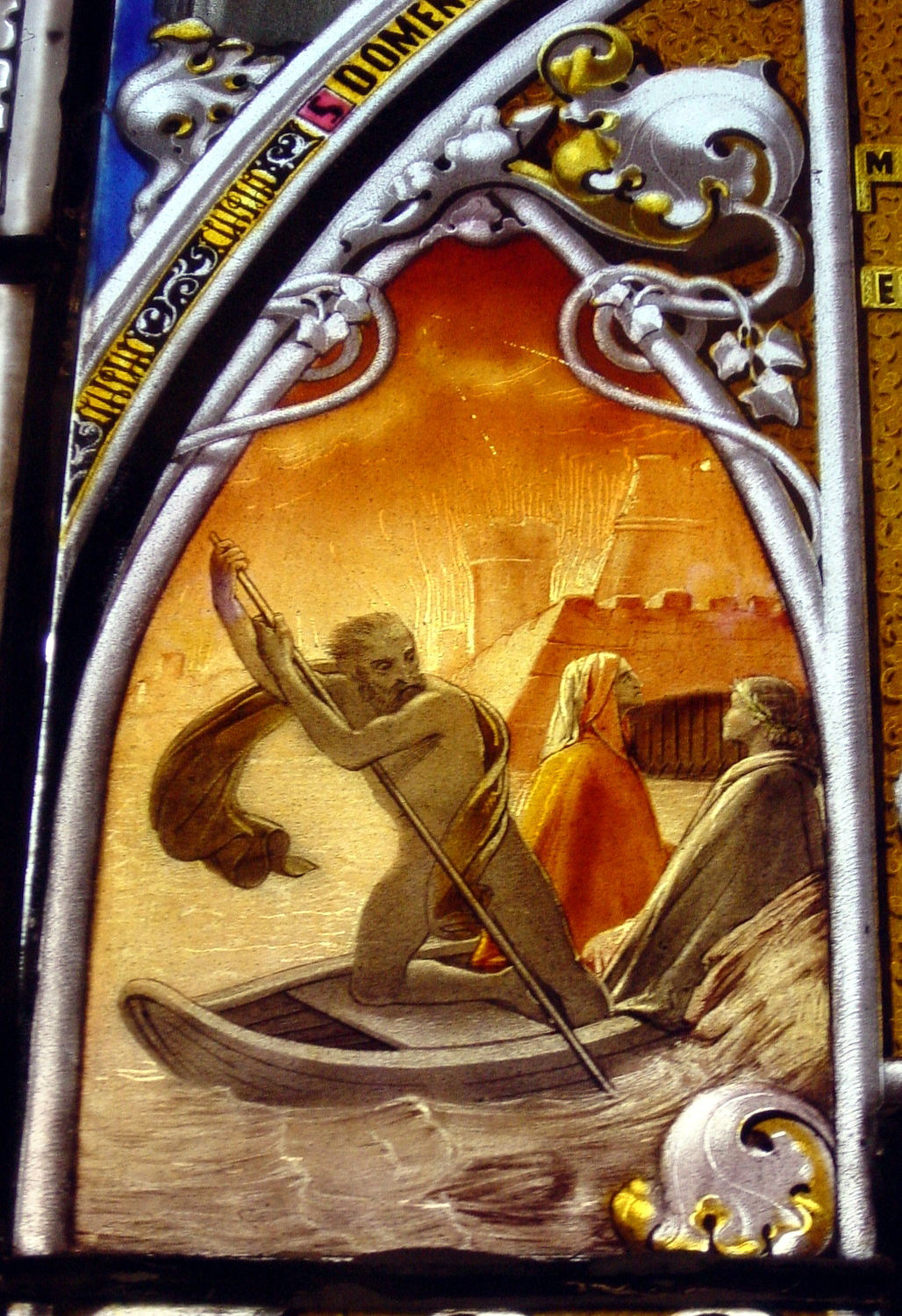
Phlegyas vaart de boot met Dante Alighieri en Vergilius weg.

Phlegyas was de zoon van de god Ares en de nimf Chryse in de Griekse mythologie. Hij was koning van de Lapithen in Thessalië. Hij was ook de vader van Ixion en Coronis.
Coronis was een van de minnaressen van de god Apollo. Toen ze in verwachting was van Apollo's zoon, Asclepius, werd ze verliefd op Ischys, zoon van Elatus. Apollo liet Coronis ombrengen door zijn zus Artemis, maar redde Asclepius en liet hem opvoeden door de Centaur Chiron. Uit woede om zijn omgekomen dochter Coronis liet Phlegyas de tempel van Apollo in Delphi afbranden. 
Phlegyas werd door Apollo gedood en werd veroordeeld tot de Tartarus. Volgens Dante in diens Inferno werd hij daar veroordeeld om als veerman over de rivier Styx te dienen. 